# Williamstown (Kentucky)
Williamstown – miasto w Stanach Zjednoczonych, w stanie Kentucky, siedziba administracyjna hrabstwa Grant.

## Historia
W 1820 roku utworzono hrabstwo Grant. Wtedy to William Arnold, weteran wojny o niepodległość, ofiarował swoją ziemię na siedzibę administracyjną hrabstwa. Zbudowane tam miasto zostało nazwane jego imieniem w 1825 roku.
Hrabstwo rozwijało się powoli, osiągając liczbę ludności 281 do 1870 roku. W 1877 zbudowana została Kolej Południowa Cincinnati przechodzącą przez hrabstwo. W 1957 roku powstało sztuczne jezioro Williamstown Lake. W latach sześćdziesiątych XX wieku zbudowano Interstate 75.

## Demografia
Według spisu ludności z 2010 roku w Williamstown mieszkało 3925 osób. Gęstość zaludnienia wynosiła 89,34 mieszkańców na kilometr. Spośród 3925 mieszkańców Williamstown:
- 95,72% stanowili biali,
- 1,78% Afroamerykanie,
- 0,25% Hindusi,
- 0,18% Azjaci,
- 0,36% pochodziła z wysp na Pacyfiku.
- 0,99% pochodziło z innych ras,
- 0,71 % należało do dwóch lub więcej ras.

## Atrakcje turystyczne
W Williamstown znajduje się park rozrywki Ark Encounter, na terenie którego zbudowano gigantyczną drewnianą replikę Arki Noego. Replika wykonana została na podstawie opisów w Biblii. Mierzy ona 155 metrów długości, 15 metrów wysokości i 26 metrów szerokości.
W jej wnętrzu znajduje się wystawa prezentująca biblijną historię o potopie i Noem, który na zbudowanej przez siebie Arce ocalił garstkę ludzi i po parze wszystkich gatunków zwierząt zamieszkujących wówczas Ziemię. We wnętrzach Arki możemy znaleźć ekspozycje prezentujące zarówno historię Noego jak i bogatą kolekcję modeli różnych zwierząt, w tym również dinozaurów, które zdaniem autorów projektu koegzystowały z człowiekiem i wyginęły dopiero po potopie.  
Pomysłodawcą projektu był pochodzący z Australii Ken Ham, który stoi na czele kreacjonistycznego ruchu Answers in Genesis.
Replika biblijnej Arki Noego została otwarta dla zwiedzających w lipcu 2016 roku. Jej budowa trwała sześć lat i pochłonęła ponad 100 mln dolarów. W ciągu pierwszego roku od otwarcia repliki Arki Noego, odwiedziło ją ponad milion zwiedzających.
W 2017 i 2018 ulewne deszcze spowodowały osunięcie ziemi i uszkodzenie drogi dojazdowej do Arki, uniemożliwiając dostęp turystów. Koszt naprawy drogi dojazdowej pokryli właściciele obiektu. 
Właściciele Ark Encounter w najbliższych latach planują, m.in. budowę kopii wieży Babel.